# Hitlerjunge Quex
O Jovem Hitlerista Quex (em alemão: Hitlerjunge Quex) é um dos primeiros filmes de propaganda nazista, dirigido por Hans Steinhoff e lançado em 1933. Hitlerjunge Quex, baseado no romance homónimo de Karl Aloys Schenzinger sobre a biografia de Herbert Norkus, conta a história de um jovem alemão que se converteu ao Nazismo através da Juventude Hitlerista (Hitlerjugend).
O filme é classificado na Alemanha como Vorbehaltsfilm: a exibição do filme é permitida só em eventos pedagógicos fechados e com acompanhamento de pessoas conhecedores da matéria.

## Sinopse
Heini é filho de uma pai com tendências comunistas. Heini (em Berlim) é convidado para participar  num acampamento de uma organização da juventude comunista, descrita no filme como comunidade com estruturas mafiosas e caracterizado por desordem moral. Heini encontra na Juventude Hitlerista uma organização da classe média, disciplinada e representando o novo Alemão de forma atraente para o jovem. O amigo de seu pai é líder de um grupo da Juventude Comunista Internacional (KJI). Esta promove à noite um ataque contra as instalações da Juventude Hitlerista. A Juventude Hitlerista acha que Heini foi o responsável pelo ataque. Heini informa-lhes sobre o atentado planejado. Depois que os comunistas perderam os seus explosivos, eles suspeitam Heini como responsável. A mãe de Heini decide matar Heini e cometer suicídio com gás, mas Heini sobrevive e torna-se membro da Juventude Hitlerista. Durante uma campanha eleitoral distribuindo cartazes Heini é assassinado pelos comunistas.